# Алтайские языки
Алта́йские языки́ — условный термин, используемый для обозначения языковой семьи, состоящей из тюркской, монгольской и тунгусо-маньчжурской ветвей; менее распространено включение в эту семью корейского языка, спорно — японо-рюкюских языков. На этих языках разговаривают на территории Северо-Восточной Азии, Центральной Азии, Анатолии и Восточной Европы. Объединение названо в честь Алтайских гор, горной цепи в центральной Азии. Генетическая связь языков, составляющих алтайскую общность, не является общепринятой; алтайскую гипотезу большинство компаративистов отвергает, хотя у неё есть и сторонники.
Включаемые в эту семью языки объединяют агглютинативный строй, порядок слов «главное в конце» и общая базисная лексика. Вопрос заключается в причинах этих сходств. Одно сообщество, «алтаисты», рассматривает сходства как итог общего происхождения от праалтайского языка, на котором разговаривали несколько тысяч лет назад. Другое сообщество, «антиалтаисты», рассматривает сходства как итог взаимодействия между этими языковыми группами. Некоторые лингвисты считают, что обе теории равновесны; их называют «скептиками».

## Внутренняя классификация
По наиболее распространённой точке зрения, алтайская семья включает тюркские языки, монгольские языки, тунгусо-маньчжурские языки; в максимальном варианте — также корейский язык и японо-рюкюские языки (родство с двумя последними группами наиболее спорно).
Сторонники теории генетического родства датируют распад алтайского праязыка приблизительно V тысячелетием до н. э. на основании данных глоттохронологии (17 совпадений в 100-словном списке Сводеша). Традиционно предполагалось деление на японо-корейскую и тюркско-монгольско-тунгусо-маньчжурскую (западноалтайскую или материковую) подсемьи. Однако в Алтайском этимологическом словаре методами лексикостатистического анализа и анализа сравнительного распределения лексических изоглосс предлагается деление на три подсемьи:
- западную (тюрко-монгольскую), распавшуюся в сер. 4-го тыс. до н. э. на тюркскую и монгольскую ветви (25 совпадений в 100-словном списке);
- центральную, включающую тунгусо-маньчжурскую ветвь;
- восточную (японо-корейскую), распавшуюся в сер. 3 тыс. до н. э. на корейскую и японо-рюкюскую ветви (33 совпадения в 100-словном списке).

Сторонники алтайской гипотезы предполагают, что до III тыс. до н. э. японо-корейцы и тунгусо-маньчжуры составляли единство, расколотое созданием глазковской культуры и королевства Кочосон. Раскол японо-корейцев произошёл лишь в IV веке до н. э., когда часть из них переселилась в Японию и ассимилировав местных айнов, создала протояпонскую культуру Яёй.

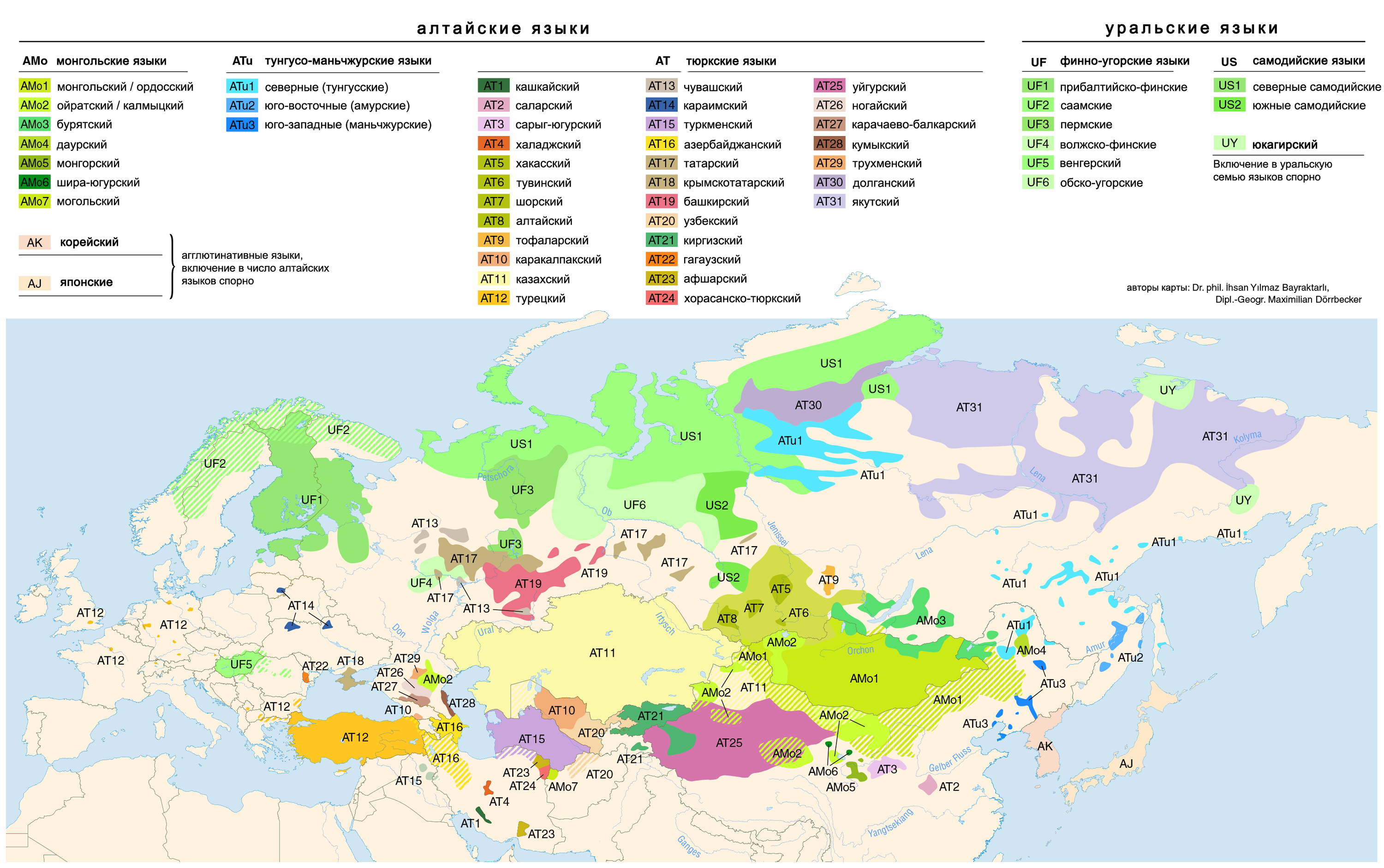
Подробная карта алтайских языков

Отсутствие признания генетического статуса алтайского объединения алтаисты объясняют тем, что дальнейший распад ветвей происходил гораздо позднее:
- тюркская ветвь — 72 % между отдельными составляющими (примерное время распада — начало н. э.);
- монгольская ветвь — 90 % (X век, по другой версии — V век);
- тунгусо-маньчжурская ветвь — 65 % (IV век до н. э.);
- японо-рюкюская ветвь — 74 % (II век до н. э.);
- корейская ветвь — 91 % (XI век).

Западные лингвисты иногда объединяют корейскую и японо-рюкюскую ветви в одну пуёскую ветвь, в которую включают также ряд мёртвых языков: древнеяпонский, древние языки Корейского полуострова (когурёский, силла, пэкче, пуё и др.).
Среди других языков, предлагающихся к включению:
- айнский;
- нивхский;
- эскимосские (без алеутских; версию выдвинул Мудрак О. А.[1][2], см. «Эскимосский этимологикон»).

## Внешнее родство
В рамках одного из подходов современной макрокомпаративистики алтайская семья включается в ностратическую макросемью. Данная позиция, однако, была подвергнута критике различными специалистами, считается весьма спорной и её выводы не принимаются многими компаративистами, которые рассматривают теорию ностратических языков либо как, в худшем случае, полностью ошибочную или как, в лучшем случае, просто неубедительную. На первых порах алтайские и уральские языки считались родственными (урало-алтайская гипотеза). В настоящее время учёные отошли от этого представления, лишь некоторые из них (Д. Немет, М. Рясянен, Б. Коллиндер) допускают объяснение лексических параллелей в уральских и алтайских языках их родством.
Согласно сведениям из Большой российской энциклопедии, внутри ностратических языков алтайская семья характеризуется особой близостью с уральскими языками и дравидийскими языками. При этом специфическая близость уральских и алтайских языков может объясняться сходной средой обитания их носителей и многочисленными контактами на разных хронологических уровнях.

## Грамматическая характеристика праязыка и его развитие

### Фонология
Фонологические системы современных языков, предлагаемых ко включению в алтайскую семью, имеют ряд общих свойств. Консонантизм: ограничения на встречаемость фонем в позиции начала слова, тенденция к ослаблению в начальной позиции, ограничения на сочетаемость фонем, тенденция к открытому слогу. Шумные взрывные противопоставлены обычно по силе-слабости или по звонкости-глухости; глоттализация не встречается. Отсутствуют фонологически релевантные поствелярные (увулярные в тюркских языках — аллофоны велярных при гласных заднего ряда).
Праалтайский консонантизм реконструируется С. А. Старостиным в следующем виде:
Вокализм включал 5 монофтонгов (*i, *e, *u, *o, *a) и 3 дифтонга (*ia, *io, *iu), которые возможно были упередненными монофтонгами: *ä; *ö; *ü. Дифтонги встречаются только в первом слоге. Для праалтайского восстанавливается отсутствие сингармонизма. Для вокализма большинства алтайских языков характерен сингармонизм различных типов; сингармонистические системы реконструируются по крайней мере для пратюркского и прамонгольского языков. В части языков имеются долгие гласные, а также восходящие дифтонги (в тунгусо-маньчжурских, некоторых тюркских языках; для определённого периода развития монгольских языков).
В алтайских языках практически отсутствует фонологически значимое силовое ударение. Для языков японско-корейской ветви характерны системы с музыкальным ударением; реконструируется пракорейско-японская система тонов. В отдельных тюркских языках отмечены тоновые и фонационные просодические различия. Возможное объяснение этого с точки зрения алтайской гипотезы — противопоставление в праязыке гласных по долготе-краткости (по тюркско-тунгусо-маньчжурским соответствиям) и по тону (высокий-низкий, по японо-корейским соответствиям).
Общие тенденции в фонетическом изменении алтайских языков — склонность к установлению сингармонизма различных типов, сложные позиционные изменения, редукция фонологической системы в анлауте, компрессия и упрощение сочетаний, приводящие к уменьшению длины корня. Это вызывало резкое увеличение количества омонимичных корней, компенсируемое сращением корней с аффиксальными элементами, что затрудняет выделение праоснов, установление их значений и сопоставление их в рамках алтайской теории.

### Морфология
В области морфологии для алтайских языков характерна агглютинация суффиксального типа. Имеются и определённые типологические различия: если западные тюркские языки являются классическим примером агглютинативных и почти не имеют фузии, то в монгольской морфологии находим ряд фузионных процессов, а также не только морфонологические, но и морфологические распределения аффиксов, то есть явное движение в направлении флексии. Восточные тюркские языки, попавшие в сферу монгольского влияния, также развивают мощную фузию.
Грамматические категории имени в алтайских языках материковой ветви — число, принадлежность, падеж; в японском и корейском — падеж. Для аффиксов числа характерно большое разнообразие и тенденция к нанизыванию в пределах одной словоформы нескольких показателей множественного числа с последующим склеиванием их в один; многие показатели обнаруживают материальное сходство с суффиксами коллективных имён, от которых, по-видимому, и происходят. Лёгкий переход значения аффикса от деривационного собирательного к грамматической множественности связан с характером употребления множественного числа в алтайских языках: оно выражается лишь в маркированном случае, иногда — только лексически. Для праалтайского восстанавливается большое число аффиксов собирательности с разнообразными оттенками значений.
Аффиксы принадлежности в монгольских и тунгусо-маньчжурских языках восходят к постпозитивным личным местоимениям, а в тюркских образуют особую систему (возможно, также восходящую к личным местоимениям); особый аффикс принадлежности 3-го лица -ni, не сводимый к местоимениям 3-го лица, возводится к праалтайскому состоянию. В тунгусо-маньчжурских языках аффиксы принадлежности 1-го лица множественного числа различают, как и личные местоимения, инклюзивность и эксклюзивность. Во всех трёх материковых семьях форма принадлежности 3-го лица используется для выражения определённости.
Практически для всех алтайских падежных систем характерен именительный падеж с нулевым показателем; форма с нулевым падежным показателем используется также при многих послелогах. Такая форма восстанавливается и для праязыка. Реконструируются также аффиксы винительного, родительного, партитивного, дательного и творительного падежей. Имеется ряд общих показателей с локализационными, направительными и подобными значениями, частично задействованных по языкам в именных парадигмах, частично проявляющихся в наречных образованиях. Эти показатели часто присоединяются друг к другу и к падежным аффиксам «основных» падежей, первоначально для выражения оттенков локализационно-направительных значений; затем тонкие различия стираются и возникают этимологически сложные падежные показатели.
Личные местоимения тюркских, монгольских и тунгусо-маньчжурских языков обнаруживают существенные совпадения (ср. различие прямой (bi-) и косвенной (m-) основ у местоимений 1-го лица; основа местоимения 2-го лица в монгольских языках (*t- > n-) отличается от тюркской и тунгусо-маньчжурской (s-). В монгольских и тунгусо-маньчжурских различаются инклюзивные и эксклюзивные местоимения 1-го лица мн. числа. Притяжательные местоимения производны от личных; в монгольских и тунгусо-маньчжурских языках имеются возвратно-притяжательные местоимения. Указательные местоимения совпадают формально и семантически в монгольских и тунгусо-маньчжурских языках; в тюркских древняя система (имеются три степени дальности). В корейском имеются общие с монгольскими и тунгусо-маньчжурскими указательные местоимения i (*e) ‘этот’ и te ‘тот’. Восстанавливаются два вопросительных местоимения с противопоставлением по личности/неличности. В монгольских языках имеется особая категория местоглаголий (этимологически — глаголы, производные от указательных и вопросительных местоимений); к этой же категории относят отрицательный глагол е-, общий для монгольских и тунгусо-маньчжурских языков.
В алтайском глаголе находят две исконно глагольные формы: повелительное наклонение (в форме чистой основы) и желательное наклонение (на -s-). Прочие финитные формы этимологически представляют собой различные отглагольные имена, стоящие в предикатной позиции, или оформленные аффиксами предикативности (обычно выражают лицо и число). Показатели этих отглагольных имён (играющие ныне роль видо-временных и совершаемостных) обнаруживают значительное материальное сходство, однако их первоначальная семантика и употребление сильно затемнены внутрисистемными изменениями. Категория залога в алтайских языках является скорее словообразовательной; при общей структурной близости она сохраняет мало материально тождественных показателей. Для тюркских и тунгусо-маньчжурских языков характерно включение в глагольную парадигму категории отрицания, но показатели её не совпадают. Имеется несколько общих модальных показателей. Личное согласование глагольных форм представлено в языках внутреннего круга; его показатели восходят в конечном счёте к личным местоимениям. В японском и корейском как функциональный аналог личного согласования выступает развитая категория вежливости.

### Синтаксис
Алтайские языки — языки номинативного строя с преобладающим порядком слов SOV и препозицией определения. В тюркских, монгольских и тунгусо-маньчжурских языках встречаются изафетные конструкции с посессивным показателем при определяемом слове. Применяется в основном бытийный способ выражения обладания (то есть «у меня есть», а не «я имею»), кроме монгольских, где обладание выражается с помощью особого прилагательного на -taj (типа «я есмь лошадный»; прилагательные обладания и необладания есть и в других материковых алтайских языках). В японском и корейском предложении обязательно формально выражено актуальное членение. Термин «алтайский тип сложноподчинённого предложения» связан с предпочтением, оказываемым алтайскими языками абсолютным конструкциям с глаголом в нефинитной форме перед придаточными предложениями.

## История исследования и сторонники
Возникновение научной алтаистики связано с именем Б. Я. Владимирцова, Г. Й. Рамстедта и Н. Н. Поппе. Г. Рамстедт выдвинул гипотезу о родстве не только тюркских, монгольских и тунгусо-маньчжурских языков, но и корейского, впоследствии отвергнутую большинством учёных. Р. Миллер выдвинул, а С. А. Старостин развил гипотезу о принадлежности к той же семье японского языка, также отвергаемую большинством исследователей.
По глоттохронологическим признакам протоалтайский язык разделился на корейско-японскую, маньчжурско-тунгусскую и тюрко-монгольскую семьи 8—7 тыс. л. н., тюркские и монгольские языки разошлись примерно 6,5 тыс. л. н., булгарская ветвь отделилась от тюркской 2,5 тыс. лет назад.
Периодизация соотношения алтаистических и «контралтаистических» идей, согласно польскому лингвисту М. Стаховскому, выглядит следующим образом: до 1960-х годов — прогресс в алтаистике; 1960-е годы — 2003 год — преобладание «контралтаистов» (автор называет их «антиалтаистами», хотя у антиалтаистов и у контралтаистов разные убеждения и разные цели; антиалтаистами признаются те, кто отрицает наличие алтайской семьи языков, но не отрицает принадлежности отдельных групп алтайских языков к единой макросемье — ностратической); с 2003 года — «алтаистический вакуум».
Как пишет алтаист А. А. Бурыкин, после 2003 г. «вакуум» характерен для европейской алтаистики, «в России же в этой области были достигнуты явные успехи — в первую очередь это заслуга московской алтаистической школы, представители которой подготовили этимологический словарь алтайских языков».
Алтаисты подвергают критике аргументы против идеи генетического родства алтайских языков, которые близки методам сопоставительного или контрастивного языкознания, но не имеют ничего общего с теорией сравнительно-исторического языкознания. В. И. Рассадин видит решение алтайской проблемы в поиске общеалтайских сходных элементов. Бурыкин считает, что для прогресса необходимо выявление архаических состояний отдельных групп алтайских языков. По его мнению, необходимо, чтобы исследователи основывались в своих построениях на классификацию языков алтайской семьи по объёму сохранения архаических черт и инноваций, а не на равную ценность разных языковых групп.
Согласно Бурыкину, отношения между монгольскими и тюркскими языками со взгляда исторической фонетики вполне сравнимы с соотношением немецкого и английского языков, а тунгусо-маньчжурские языки относятся к тюркским и монгольским языкам так же, как голландский — к немецкому и английскому. По его мнению, выявление архаических состояний также позволяет с оптимизмом смотреть на дальнейшее развитие теории родства алтайских и уральских языков.

### Критика
Основной словарь тюркских и тунгусо-маньчжурских языков не совпадает. После исключения слов, которые наверняка можно признать заимствованными, общие корни в тюркском и монгольском основном словаре составят не более 2 % от основного словаря, причём эти общие слова легче объяснить заимствованиями, чем считать доказательством родственной связи. После подобных же исключений общие корни в монгольском и маньчжурском основном словаре не превысят 3,5 % от всего лексического состава. Даже если считать, что минимальные соответствия между основным словарями монгольских и тюркских языков и монгольских и маньчжурских языков, соответственно, на первый взгляд дают определённое свидетельство о родственной связи, монгольские языки не могут быть связаны с обоими уже потому, что тюркские не связаны с тунгусо-маньчжурскими.
В последнее десятилетие учёные, отрицающие существование этой языковой общности, помимо чисто языковедческих аргументов, используют и археологические. Первоначальная обособленность тюркской группы от монголо-тунгусской подтверждается не только историко-лингвистическими, но и историко-культурными и археологическими данными. Так, И. Л. Кызласов указывает на существенные отличия археологической материальной культуры ранних тюрков от монголо-маньчжурской, предполагая, что это связано с различным происхождением этих народов. Он приходит к выводу, что тюркскую общность следуют отчленить от алтайской и рассматривать отдельно, как это было сделано в своё время с расчленённой на две семьи урало-алтайской семьёй, также основательно заняться лингвистически и археологически той длительной и сложной историей, которая была пройдена наиболее ранними тюркскими народами и их по-настоящему древними предками. Такой подход меняет взгляд на начальные этапы истории тюркских народов, размещение их прародины и её этнокультурное окружение.
Ряд исследователей (Гарма Санжеев, Александр Щербак, Андраг Рона-Таш, Александр Вовин, Штефан Георг, Герхард Дёрфер, Юха Янхунен, Владислав Котвич, Дьюла Немет, Л. Лигети, Д. Синор) считает родство алтайских языков недоказанным, отрицает прежнюю теорию единого алтайского праязыка, внешнее родство тюркских, монгольских и тунгусских языков объясняет на основе их схождения (сближения), а не расхождения из одного корня, считая алтайскую общность лишь ареальной и типологической.
По утверждениям алтаистов, отличительной чертой «алтайских» языков являются агглютинативный строй и порядок слов SOV с предшествованием определения определяемому. Тем не менее А. В. Вовин отмечал, что различные аффиксы японского языка выглядят как грамматикализовавшиеся служебные частицы. Кроме того, ссылаясь на Манъёсю и Кодзики, он отмечает значительно более широкое, нежели в современном японском, использование приставок, и указывает на ряд словосочетаний, в которых определение следует за определяемым. Это позволило ему предположить, что праяпонский был аналитическим языком с порядком слов SVO, типологически более близким к тай-кадайским или мон-кхмерским языкам, чем к тюркским, монгольским или тунгусо-маньчжурским.